# حباب (ذي السفال)

تعديل مصدري - تعديل

حباب محلة تابعة لقرية الحجفار، التابعة لعزلة رعاش بمديرية ذي السفال إحدى مديريات محافظة إب في الجمهورية اليمنية، بلغ تعداد سكانها 33 حسب تعداد اليمن لعام 2004.